# Songs Of The Living Dead
『Song Of The Living Dead』（ソング・オブ・ザ・リビングデッド）は、Ken Yokoyamaのアルバム。2018年10月10日発売。発売元はPIZZA OF DEATH RECORDS。

## 解説
2015年9月に発売された『Sentimental Trash』から3年1カ月ぶりとなる作品であり、活動初期から構想されていた「コンピやオムニバス盤に提供した楽曲を1枚にまとめたもの」を実現したアルバム（セルフ・コンピレーションアルバム）である。横山自身はこの作品を「6.5枚目のアルバム」とみなしている。
また、Matchan在籍時にリリースされた最後のアルバムである。

## 収録曲
1. I Fell For You, Fuck You
新録。楽曲製作時ではDescendentsを意識して作られた[4]。
ミュージックビデオが製作されている。
2. My Shoes
コンピレーションアルバム『VANS COMPILATION LOUD SESSION! ! ! of VANS×BANS』収録。
3. What Kind Of Love
スナッフのカバー楽曲。トリビュートアルバム『Yowavinalaaaafincha? -A Tribute To Snuff-』収録。
4. My Day
コンピレーションアルバム『The Very Best of PIZZA OF DEATH』収録。
5. Nervous
GUNS'N'WANKERSのカバー楽曲。
6. Don't Wanna Know If You Are Lonely
7. Swap The Flies Over Your Head
8. If The Kids Are United
9. You're Not Welcome Anymore
スプリットアルバム『The Best New-Comer Of The Year』収録。
10. Walk
ハスキング・ビーのカバー楽曲。トリビュートアルバム『HUSKING BEE』収録。
11. Sayonara Hotel
東京スカパラダイスオーケストラとのコラボ楽曲「さよならホテル」を横山自らが英訳しカバーした楽曲。
12. Going South
13. Brand New Cadillac
Vince Taylorのカバー楽曲。
本楽曲ではチバユウスケ（The Birthday）をゲストボーカルに迎えており、ミュージックビデオも製作されている。
14. Dead At Budokan
15. Hungry Like The Wolf
デュラン・デュランのカバー楽曲。
16. Nothin' But Sausage
17. Living After Midnight
18. A Stupid Fool
コンピレーションアルバム『The Very Best of PIZZA OF DEATH II』収録。
19. A Decade Lived
コンピレーションアルバム『THE BASEMENT TRACKS ～10 YEARS SOUNDTRACK OF 7STARS～』収録。
20. Soulmate
ノー・ユース・フォー・ア・ネームのカバー楽曲。